# آستین پندلتن
آستین پندلتن (انگلیسی: Austin Pendleton؛ زادهٔ ۲۷ مارس ۱۹۴۰) هنرپیشه اهل ایالات متحده آمریکا است.
از فیلم‌هایی که وی در آن نقش داشته‌است، می‌توان به ذهن زیبا، وال استریت: پول هرگز نمی‌خوابد، آمیستاد، طبقه چهارم، آقا و خانم بریج، ۲ روز در دره، آزمون و خطا، فیلم ماپت‌ها، کریسمس در کنار خانواده کرنک، صفحه اول، بازگشت دوست‌پسرم، گروهبان بیلکو، سد معبر بزرگ دودی، در جستجوی بابی فیشر، دزدی که برای شام آمد، تازه چه خبر دکتر؟، هفت تکه از زمان، تقلید، بدون ضرب‌وشتم، حریص، پیکادلی جیم، بتی پیج بدنام، پادشاه جو و محافظت از تس اشاره کرد.